# چارلز اواتلی
 چارلز اواتلی (انگلیسی: Charles Oatley؛ زاده ۱۴ february ۱۹۰۴ درگذشته ۱۱ مارس ۱۹۹۶ (۹۲ ساله)) یک دانشمند اهل بریتانیا بود.
وی همچنین برنده جوایزی همچون مدال پادشاهی شده است.